# Haplodrassus ambalaensis
Haplodrassus ambalaensis är en spindelart som beskrevs av Gajbe 1992. Haplodrassus ambalaensis ingår i släktet Haplodrassus och familjen plattbuksspindlar. Inga underarter finns listade i Catalogue of Life.